# Sumu-Epuh
Sumu-Epuh, que reinó hacia  1810 a. C.  - circa  1780 a. C. según la Cronología media,  es el primer rey confirmado de Yamhad  Halab. Fundó la dinastía Yamhad que controlaba el norte de Siria a lo largo de los siglos XVII y XVIII a. C.

## Reinado
Aunque se desconocen los primeros años de Sumu-Epuh o la forma en que ascendió al trono, se le considera el primer rey de Yamhad y su reino incluía Alalakh y Tuba. Sumu-Epuh entró en los registros históricos cuando Yahdun-Lim de  Mari lo mencionó como uno de los líderes que lucharon contra él. Yahdun-Lim era un gobernante ambicioso que hizo campaña en el norte afirmando haber llegado al Mediterráneo a pesar de tener una alianza dinástica con Yamhad para oponerse a Asiria. Esas campañas causaron que Sumu-Epuh apoyara a las tribus Yaminitas centrado en Tuttul contra el rey Mariote, quien salió victorioso pero pronto fue asesinado por su propio hijo. A la muerte de Yahdun-Lim le sucedió  Shamshi-Adad I de Asiria, conquistador de Mari.

## Guerra contra Asiria
Sumu-Epuh ayudado por Khashshum atacó un reino en Zalmakum, una región pantanosa entre el Éufrates y el bajo Balikh. Khashshum cambió posteriormente su alianza y se unió a Shamshi-Adad, quien rodeó a Yamhad mediante alianzas con la ciudad de Urshu y con el rey Aplahanda de Charchemish en el norte, y al conquistar Mari en el este, después de la muerte de Yahdun-Lim en c. 1796 a. C., instaló a su hijo Yasmah-Adad en su trono. Shamshi-Adad concluyó posteriormente una alianza con el rival de Yamhad al sur de Qatna al casarse su hijo Yashmah-Adad con la princesa Beltum, hija de Ishi-Addu, rey de Qatna.
Sumu-Epuh dio la bienvenida a Zimri-Lim, el heredero de Mari que huyó a Yamhad, con la esperanza de que pudiera ser útil algún día ya que, a los ojos de la gente de Mari, Zimri-Lim era el rey legítimo. La coalición de Shamshi-Adad atacó Alepo pero no logró tomar la ciudad. Sumu-Epuh se alió con las tribus de los suteanos y los turukaeanos y atacaron al rey asirio desde el este y el sur. Sumu-Epuh también conquistó la fortaleza asiria Dur-Shamshi-Adad y la renombró Dur-Sumu-Epuh.

## Muerte y herencia
Sumu-Epuh aparentemente fue asesinado en c. 1780 a. C. durante su lucha contra Shamshi-Adad. Su sucesor fue Yarim-Lim I, el hijo que tuvo con la reina Sumunna-Abi. La dinastía de Sumu-Epuh continuó manteniendo el poder en el  Levante hasta el c. 1344 a. C.